# Печень (село)
Пече́нь — аал в Аскизском районе Хакасии. Входит в Есинский сельсовет.

## Название
Название произошло от имени Печена Сагалакова — основателя поселения.

## География
Находится на реке Таштып.

## Население
| 2002 | 2010 |
| ---- | ---- |
| 37   | ↘26  |

Число хозяйств — 10, население — 27 человек (01.01.2004), хакасы.